# Idioma taita
El idioma taita es una lengua nigerocongolesa perteneciente al subgrupo de las lenguas bantúes nororientales, dentro del cual está estrechamente relacionada con las lenguas chaga sin formar parte de ellas. Se habla en el sur de Kenia.
Es la lengua propia del pueblo taita y se habla principalmente en los montes Taita. Es la lengua mayoritaria y de uso habitual en el condado de Taita-Taveta, aunque no tiene carácter oficial. El idioma no está estandarizado y se distinguen tres dialectos diferenciados: daw'ida, sagala y kasigau, siendo ocasionalmente considerado el dialecto sagala como un idioma aparte. El idioma taveta, segundo en importancia del condado pero más minoritario, es distinto del taita y pertenece a otro subgrupo bantú, aunque en ocasiones se le ha confundido con el dialecto daw'ida del idioma taita.
Tanto el dialecto daw'ida como el sagala se distinguen de las lenguas bantúes próximas por contener gran cantidad de préstamos de las lenguas cushitas meridionales, heredados de dos lenguas muertas de dicha familia afroasiática que se hablaban hasta el siglo XIX en los montes Taita, conocidas como las lenguas cushitas taita.